# Navia octopoides
Espèce
Classification phylogénétique
Statut de conservation UICN

 NT  : Quasi menacé
Navia octopoides est une espèce de plante de la famille des Bromeliaceae, endémique du Venezuela.

## Description
Navia octopoides est une espèce de taille moyenne à faible croissance. Les feuilles de couleur vert sombre sont nombreuses, mesurent entre 20 et 25 centimètres de longueur. Une bande claire court le long du bord tranchant de la feuille. L'inflorescence de petite taille est blanche.

### Reproduction
Les colonies se propagent horizontalement par multiplication.

## Distribution et habitat

### Distribution
L'espèce est endémique de l'État d'Amazonas au Venezuela. On la trouve exclusivement sur deux tepuys du sud-ouest de l'État. L'holotype Maguire 29151 a été recueilli au pied des pentes du cerro Duida. L'espèce a depuis été observée sur les pentes du cerro Huachamacare entre 800 et 900 mètres d'altitude.

### Habitat
L'espèce se rencontre en groupes denses, épars et mélangés à d'autres espèces dont les colonies tapissent des falaises ombragées, des crevasses ou la base de gros rochers.

## Navia octopoideset l'Homme

### Menaces
Navia octopoides est considérée comme « Quasi menacée » par l'Union internationale pour la conservation de la nature (UICN) depuis 2013.
L'espèce est menacée en raison de plusieurs facteurs, dont la fragmentation de ses effectifs en trois groupes séparés et la taille de sa zone de répartition (1,5 kilomètre carré). Toutefois il n'existerait pas de danger à court terme bien que de nombreuses bromeliaceae soient particulièrement sensibles aux incendies, une menace qui pourrait provoquer une forte diminution des populations.

### Protection
L'espèce ne bénéficie d'aucune protection particulière en 2013. Toutefois, son mode de reproduction par multiplication, pourrait permettre, en cas de menace critique, une restauration de ses effectifs.